# Billy Bond y La Pesada del Rock and Roll
Billy Bond y La Pesada del Rock and Roll (também conhecida como La Pesada del Rock and Roll ou La Pesada) foi um supergrupo argentino pioneiro do hard rock e o rock psicodélico na América Latina. Foi formada em 1970 pelo produtor Jorge Álvarez (cofundador do selo discográfico Mandioca) e o cantor e produtor Billy Bond, quem seria o líder da banda. Pelo grupo passaram reconhecidos músicos argentinos que fizeram aí seus primeiros passos no rock, como Pappo, Luis Alberto Spinetta, Javier Martínez, Claudio Gabis, Alejandro Medina, David Lebón, entre outros. La Pesada colaborou também na gravação de vários discos de diferentes artistas, entre eles Vida, o primeiro disco de Sui Generis.
Um recital seu no Estádio Luna Park em 1972 terminou com incidentes e brigas contra a polícia, e isso afetou as possibilidades futuras de difusão da banda. Continuaram editando álbuns, tanto próprios como de outros artistas, e se separaram em 1974, passando Billy Bond a se estabelecer no Brasil. Não obstante, o legado principal da banda é ter servido como influência principal de numerosos músicos que fariam histórias emblemáticas no rock argentino.

## História

### Primeira etapa: abertura da banda
Durante seus primeiros anos, La Pesada foi um grupo aberto. Tanto em suas atuações como em gravações, contou com a presença eventual de músicos destacados da cena roqueira daqueles tempos.
Dissolvidos Manal, Almendra e Los Gatos, grupos fundamentais do rock argentino, gerou-se um vazio que apesar da popularidade crescente de bandas como Vox Dei, prenunciado como uma provável extinção desse movimento alternativo tal como se concebia até então. Os ex-membros das bandas dissolvidas encaravam a formação de novos grupos, mas a presença do rock em palcos e médios tinha diminuído notavelmente. Por outra parte, o selo independente Mandioca tinha desaparecido, e as grandes companhias discográficas não manejavam apropriadamente a seus artistas da "Música Progressiva". 

Muitos músicos que tinham pertencido às bandas pioneiras (Pappo, Spinetta, Rodolfo García, Javier Martínez, Alejandro Medina, Ciro Fogliatta) frequentavam locais onde se tocava informalmente, se misturando com outros que começavam a se destacar (David Lebón, Black Amaya, Poli Martinez, Luis Gambolini, Rinaldo Rafanelli). Destes, nutriu-se inicialmente La Pesada, dando oportunidade a todos estes artistas de tocar e criar dentro de um contexto caracterizado por sua espontaneidade. O segundo disco da banda, conhecido como A Orelha (em alusão à imagem de sua capa), reflete o clima das "Zapadas" (jam sessions) nas que intervieram esses músicos.
La Pesada foi um grupo maravilhoso, toda a imagem de caos, de violência e de tosquice é falsa, La Pesada era um grupo organizado, coerente, cheio de afeto, com uma relação entre os músicos como nunca teve em nenhum grupo e com uma eficácia comercial excelente.

 – Claudio Gabis.

### Segunda etapa: estabilização da banda

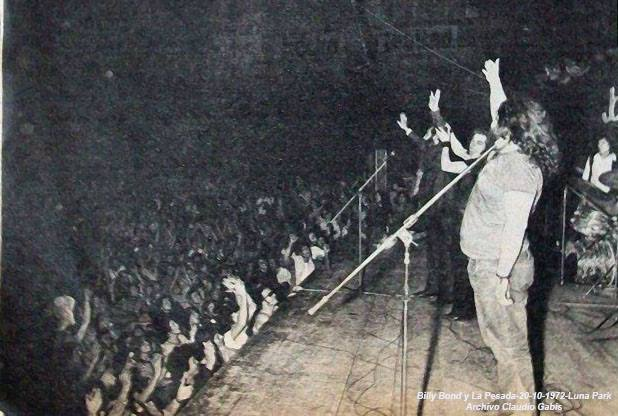
Billy Bond e o resto dos membros da Pesada, Claudio Gabis entre eles, tratando de apaziguar ao público. Instantes mais tarde produzir-se-ia a debacle e a quasi destruição do pátio de butacas do estádio.

Em 1972, a formação do La Pesada fez-se estável, incluindo Kubero Díaz e ao recém incorporado Claudio Gabis nas guitarras, Alejandro Medina no baixo e na voz, Jorge Pinchevsky no violino, Isa Portugheis e Jimmy Marquez na bateria e Billy Bond nos vogais e produção. Com esses integrantes, a banda gravou discos solistas da cada um deles e vários com artistas que depois seriam famosos, como Sui Generis, David Lebon e Raúl Porchetto, se apresentou em teatros e clubes de Buenos Aires e outras cidades argentinas. 
Em 20 de outubro de 1972, La Pesada participou no frustrado festival de rock no qual resultaram danificadas as instalações do estádio Luna Park, devido ao confronto entre a polícia e o público. Os incidentes começaram dantes do recital e desataram-se quando "La Pesada", único grupo que aceitou sair ao palco em tais circunstâncias, iniciou sua atuação. Posteriormente, alguns meios atribuíram as desordens à conduta de Billy Bond sobre o palco. A partir desse momento, a banda limitou sua actividade às gravações (entre elas a de seu último disco, Volume 4), atuando muito pouco em público, até que em 1974 Claudio Gabis, Billy Bond e Alejandro Medina decidiram emigrar a Brasil, pondo ponto final à existência do grupo.

### Contribuição ao rock argentino
Além das obras que deixou gravadas, A Pesada é reconhecida como a banda que facilitou a transição e continuidade entre a primeira geração de artistas do rock argentino e todo o que veio depois. Nela participaram ex-membros dos grupos fundamentais e também novas figuras que protagonizaram mais tarde a implantação definitiva desse género musical. Esse, provavelmente, é o papel mais destacável que cumpriu La Pesada del Rock and Roll.

## Integrantes
- Billy Bond (voz)

- Pappo (guitarra)

- Luis Alberto Spinetta (baixo e voz)

- Héctor "Pomo" Lorenzo (bateria)

- Vitico (baixo)

- David Lebón (baixo)

- Black Amaya (bateria)

- Javier Martínez (bateria)

- Pajarito Zaguri (voz)

- Kubero Díaz (guitarra)

- Luis Gambolini (bateria)

- Nacho Smilari (guitarra)

- Cacho Lafalce (baixo)

- Alejandro Medina (baixo)

- Rinaldo Rafanelli (baixo)

- Isa Portugheis (bateria)

- Claudio Gabis (guitarra, harmônica, piano)

- Jorge Pinchevsky (violino)

- Poli Martínez (guitarra)

- Charly García (teclados e piano)

- Jimmy Márquez (bateria)

## Discografia

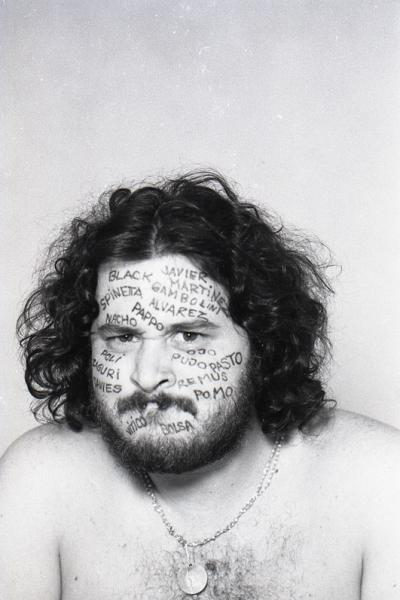
Billy Bond em 1971, posando para a arte de capa do álbum Billy Bond e A Pesada do Rock and Roll.

Como banda acompanhante de Billy Bond:
- Billy Bond y La Pesada del Rock and Roll (1971)
- Billy Bond y La Pesada del Rock and Roll Volumen 2 (1972)
- Tontos (Operita) (1972)
- Billy Bond y La Pesada del Rock and Roll Volumen 4 (1973)

Compilações:
- Lo más pesado de La Pesada (1979, 1982, reedição em CD em 1994)

Outras participações:
- Raúl Porchetto: Cristo Rock (1972)
- Sui Generis: Vida (1972)
- Claudio Gabis: Claudio Gabis y La Pesada (1972)
- Jorge Pinchevsky: Jorge Pinchevsky, su violín mágico y La Pesada (1973)
- Kubero Díaz: Kubero Díaz y La Pesada (1973)
- Donna Caroll: Donna Caroll (1973)
- Jorgelina Aranda: Erótica (1973)
- David Lebón: David Lebón (1973)
- Alejandro Medina: Alejandro Medina y La Pesada (1974)
- Claudio Gabis: Claudio Gabis (1974)

Outros projetos:
- La Pesada: Buenos Aires Blus (1972)
- La Pesada, el Ensamble Musical de Buenos Aires y otros: La Biblia (1974)